# 테일러 호킨스

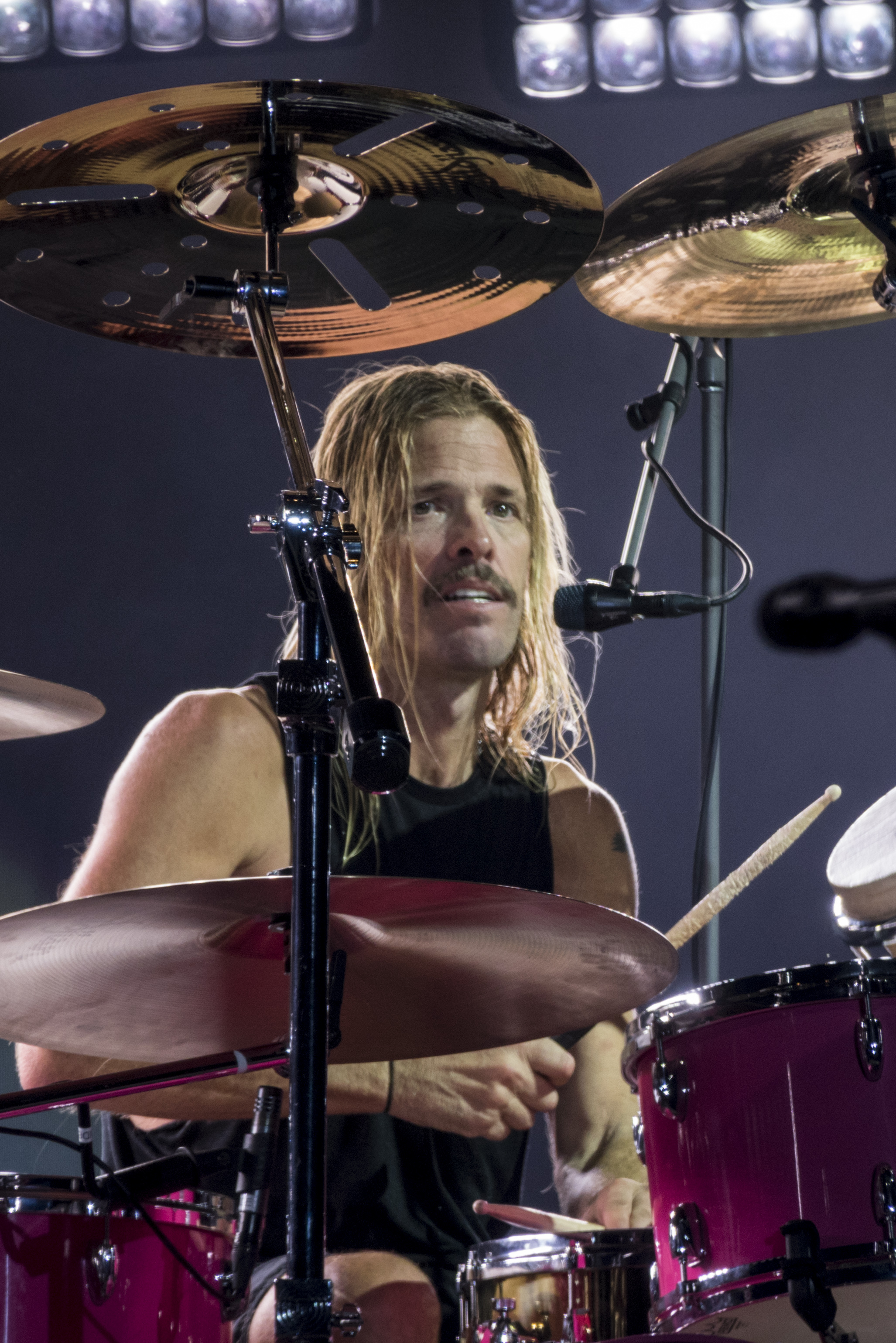
테일러 호킨스(2017년)

올리버 테일러 호킨스(영어: Oliver Taylor Hawkins, 1972년 2월 17일~2022년 3월 25일)는 미국의 음악가로, 푸 파이터스의 드럼 연주자로 잘 알려져 있다.
푸 파이터스에서 활동하기 시작한 1997년 이전에는 앨러니스 모리세트의 《Jagged Little Pill》 투어 공연에서 드러머를 맡았다. 그는 또한 2005년에 테일러 호킨스 & 더 코트테일 라이더스(Taylor Hawkins & the Coattail Riders)를 결성하여 드러머와 보컬을 맡았다.
호킨스는 자신의 드러밍이 퀸의 로저 테일러와 폴리스의 스튜어트 코플랜드에게 큰 영향을 받았다고 밝혔다.
2022년 3월 25일 콜롬비아의 보고타에서 사망하였다.

## 사망
2022년 3월 25일, 호킨스가 자신의 호텔 방에서 가슴 통증으로 고통 받고 있던 콜롬비아 보고타에 있는 카사 메디나 호텔로 긴급 구조대가 호출되었다. 보건 요원들이 도착하여 호킨스가 반응하지 않는 것을 발견했고, 그들은 심폐소생술을 시행했지만, 그는 현장에서 50세의 나이로 사망선고를 받았다. 사인은 밝혀지지 않았다.
다음날 콜롬비아 당국은 예비 소변 독성 검사에서 호킨스가 사망 당시 그의 체내에 오피오이드, 벤조디아제핀, 삼환계 항우울제, 대마초 속 정신 활성 화합물인 THC를 포함한 10가지 물질이 있었다고 발표했다. 콜롬비아 국립과학수사연구원은 "테일러 호킨스의 죽음에 이르게 한 사건들에 대한 완전한 해명을 달성하기 위해 의학 연구를 계속할 것"이라고 밝혔으며, 법무장관실은 그의 사망 원인을 "시기적절한 방법"으로 계속 조사할 것이다.
푸 파이터스는 지난 3월 25일 트위터에 공개된 성명에서 "그의 음악 정신과 전염성 웃음은 우리 모두와 영원히 함께 살 것"이라고 호킨스의 죽음을 알렸다. 2022년 3월 29일, 밴드는 다가오는 모든 공연을 취소했다.